# Heteropolygonatum urceolatum
Heteropolygonatum urceolatum är en sparrisväxtart som beskrevs av Julian Mark Hugh Shaw. Heteropolygonatum urceolatum ingår i släktet Heteropolygonatum och familjen sparrisväxter. Inga underarter finns listade i Catalogue of Life.